# Dobro rzadkie
Dobro rzadkie – w ekonomii dobro, którego dostępność nie jest w stanie pokryć zapotrzebowania na te dobro.
Za najbardziej efektywny sposób alokacji dóbr rzadkich uznaje się system rynkowy, działający poprzez mechanizm cenowy. 
W niektórych przypadkach, w celu rozdzielenia dóbr rzadkich rządy stosują koncesje (np. na częstotliwości radiowe) lub inny system reglamentacyjny (np. kartkowy).